# Acacia baueri
Acacia baueri är en ärtväxtart som beskrevs av George Bentham. Acacia baueri ingår i släktet akacior, och familjen ärtväxter.

## Underarter
Arten delas in i följande underarter:
- A. b. aspera
- A. b. baueri